# Juujärvi
Juujärvi är en sjö i Finland. Den ligger i kommunen Kemijärvi i landskapet Lappland, i den norra delen av landet, 700 km norr om huvudstaden Helsingfors. Juujärvi ligger 125,1 meter över havet. Arean är 3,2 kvadratkilometer och strandlinjen är 15,26 kilometer lång. Sjön  ingår i Kemi älvs huvudavrinningsområde. 